# Райтсборо (Північна Кароліна)
Райтсборо (англ. Wrightsboro) — переписна місцевість (CDP) в США, в окрузі Нью-Гановер штату Північна Кароліна. Населення — 5526 осіб (2020).

## Географія
Райтсборо розташоване за координатами 34°17′16″ пн. ш. 77°55′48″ зх. д. / 34.28778° пн. ш. 77.93000° зх. д. (34.287850, -77.930035).  За даними Бюро перепису населення США в 2010 році переписна місцевість мала площу 30,04 км², з яких 28,87 км² — суходіл та 1,17 км² — водойми.

## Демографія
Згідно з переписом 2010 року, у переписній місцевості мешкало 4896 осіб у 1961 домогосподарстві у складі 1353 родин. Густота населення становила 163 особи/км².  Було 2111 помешкання (70/км²).
Расовий склад населення:
| - 59,9 % — білих - 33,6 % — чорних або афроамериканців - 0,8 % — корінних американців - 0,4 % — азіатів - 0,2 % — вихідців з тихоокеанських островів - 2,6 % — осіб інших рас |

До двох чи більше рас належало 2,4 %. Частка іспаномовних становила 5,6 % від усіх жителів.
За віковим діапазоном населення розподілялося таким чином: 22,5 % — особи молодші 18 років, 63,8 % — особи у віці 18—64 років, 13,7 % — особи у віці 65 років та старші. Медіана віку мешканця становила 39,7 року. На 100 осіб жіночої статі у переписній місцевості припадало 95,0 чоловіків;  на 100 жінок у віці від 18 років та старших — 91,4 чоловіків також старших 18 років.
Середній дохід на одне домашнє господарство  становив 52 669 доларів США (медіана — 42 750), а середній дохід на одну сім'ю — 58 443 долари (медіана — 50 610). Медіана доходів становила 33 953 долари для чоловіків та 35 196 доларів для жінок. За межею бідності перебувало 13,2 % осіб, у тому числі 26,5 % дітей у віці до 18 років та 7,7 % осіб у віці 65 років та старших.
Цивільне працевлаштоване населення становило 2620 осіб. Основні галузі зайнятості: освіта, охорона здоров'я та соціальна допомога — 25,2 %, роздрібна торгівля — 12,7 %, мистецтво, розваги та відпочинок — 12,3 %.